# Aminu Umar
Aminu Umar (* 6. März 1995 in Abuja) ist ein nigerianischer Fußballspieler.

## Karriere

### Verein
Umar begann mit dem Profifußball 2010 beim nigerianischen Erstligisten seiner Wikki Tourists.
Nachdem er durch seine Leistungen während der U-20-Fußball-Weltmeisterschaft 2013 auf sich aufmerksam machte, verpflichtete der Zweitligisten Samsunspor ihn in der letzten Woche der Sommertransferperiode 2013.
In der Winterpause 2014/15 wechselte er zum Zweitligisten Osmanlıspor FK. Für die Saison 2018/19 wurde Umar an Çaykur Rizespor verliehen.

### Nationalmannschaft
2013 wurde Umar für das Turnieraufgebot der nigerianischen U-20-Nationalmannschaft für die U-20-Fußball-Weltmeisterschaft 2013 nominiert. Umar zählte zu den auffälligsten Spielern seiner Mannschaft im Speziellen und des Turniers im Allgemeinen.